# Farfantepenaeus notialis
Farfantepenaeus notialis, vulgarmente conhecido como camarão-rosado-do-sul é uma espécie de camarão da família Penaeidae, por vezes ainda designado pelo nome, caído em desuso, Penaeus notialis.

## Distribuição
Encontra-se na costa leste da América do Sul desde o Iucatão, no México, ao Rio de Janeiro, no Brasil, à costa oeste de África, da Mauritânia a Angola. Vivem a profundidades de 3–50 metros (10–164 pé), ou, excecionalmente, até aos 700 m (2 300 pé), em fundos arenosos ou de lama, e frequentemente em fundos rochosos.

## Descrição
Farfantepenaeus notialis atinge um comprimento total de 175 mm (6,9 pol) (machos) ou 192 mm (7,6 pol) (fêmeas).

## Pesca
F. notialis e Litopenaeus schmitti são, no seu conjunto, as espécies de camarão comerciais mais importantes na área que se estende das Grandes Antilhas à Venezuela. O total de capturas em 1999 foi de 34 900 toneladas (77 000 000 lb), do qual 90% pertence à Nigéria e ao Senegal.

## Taxonomia
F. notialis foi primeiramente descrita como uma subespécie de "Penaeus duorarum" (agora Farfantepenaeus duorarum) por Isabel Pérez Farfante em 1967,antes de se reconhecerem como espécies distintas. Ambas as espécies foram incluídas no género Farfantepenaeus.